# Theater van Pompeius
Het Theater van Pompeius (Latijn:Theatrum Pompei) was een antiek theater in het oude Rome uit de 1e eeuw v.Chr.. Het was het grootste theater van de Romeinse wereld en werd destijds beschouwd als een van de mooiste en belangrijkste monumenten van de stad. Het Theater van Pompeius stond model voor de latere Romeinse theaters die overal in het rijk gebouwd werden.

## Geschiedenis
Het Theater van Pompeius was het eerste permanente stenen theater in Rome. Gedurende de tijd van de Romeinse Republiek werden theatervoorstellingen populair bij alle lagen van de Romeinse bevolking. De voorstellingen varieerden van klassieke Griekse tragedies tot komische stukken. Al deze voorstellingen werden gegeven in tijdelijke houten theaters, die na afloop werden afgebroken. De senaat had een permanent theatergebouw verboden, vanwege de mogelijk slechte invloed die de voorstellingen op de publieke zeden zou hebben.
Het was de machtige generaal en politicus Gnaeus Pompeius Magnus die dit taboe doorbrak. Pompeius had een enorme rijkdom vergaard bij zijn glorieus verlopen oorlogen in het oosten van het rijk en wilde bij thuiskomst nog meer indruk maken. Hij liet het eerste stenen theater op het Marsveld bouwen, voornamelijk om nog meer populariteit bij het volk te winnen en zo zijn macht verder te vergroten. Om de bouw van een permanent theater te rechtvaardigen en te voorkomen dat de censoren het direct weer zouden laten afbreken liet hij een kleine tempel boven de toeschouwerstribune oprichten ter ere van Venus Victrix. Pompeius bracht het zo dat de rijen voor de toeschouwers eigenlijk de treden van de trap naar de tempel waren. In 55 v.Chr. werd zo het hele theater als een heiligdom ingewijd waardoor er niet aan getornd kon worden. De opening ging gepaard met de grootste shows die de Romeinen tot dan toe gezien hadden. Duizenden exotische dieren werden hierbij afgeslacht in zogenaamde venationes.
Het theater werd diverse malen gerestaureerd en verder verfraaid. Zo vermeldt Cassius Dio dat keizer Nero ter gelegenheid van de komst in 66 van Tiridates I, koning van Armenië, zowel het podium als het gehele interieur van het theater liet vergulden.

## Het gebouw

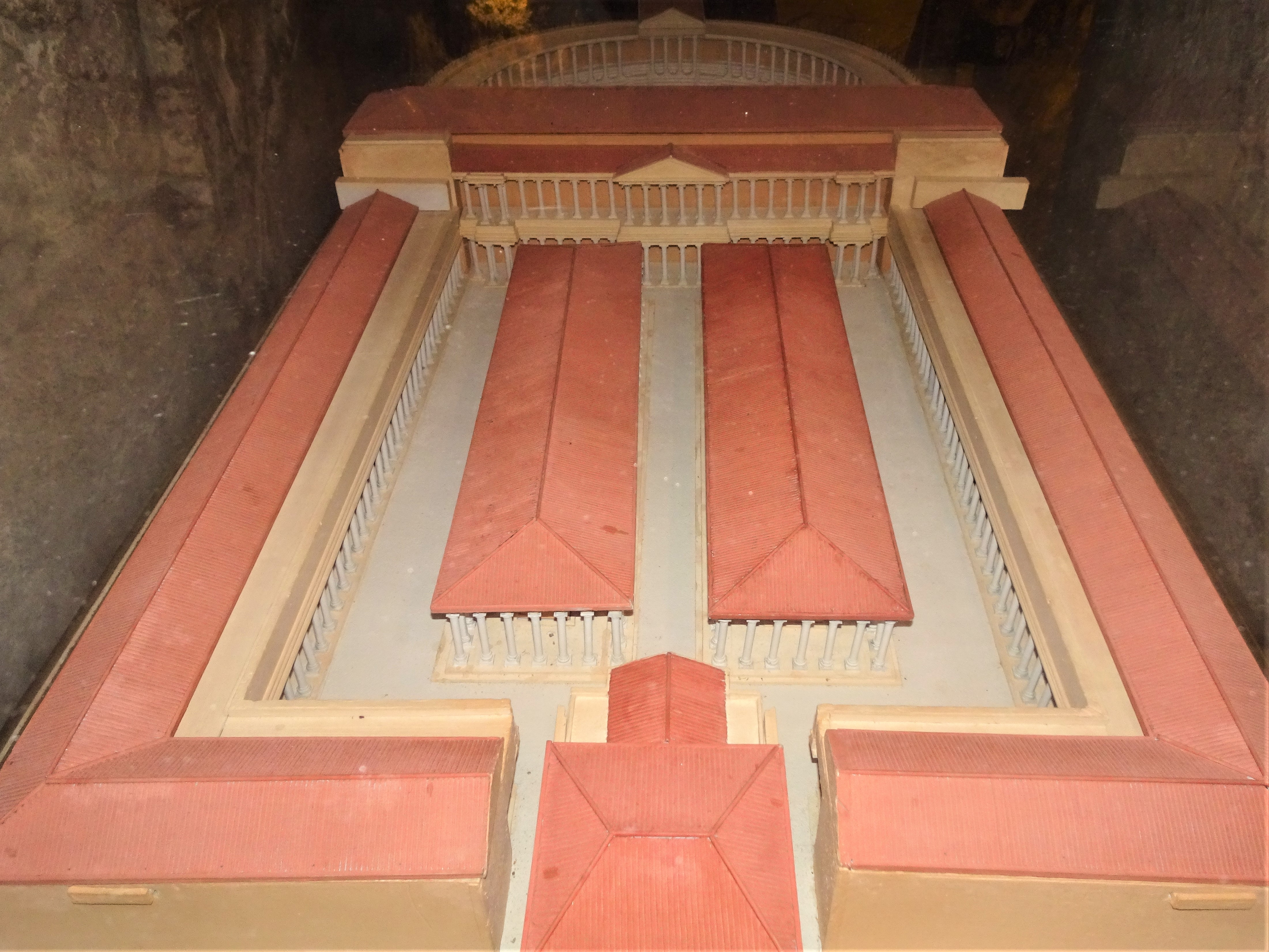
Het theater van Pompeius, het hecatonstylon en de Curia van Pompeius: maquette.

Het theater bood plaats aan ongeveer 28.000 toeschouwers. Het gebouw had een diameter van 150 tot 160 meter en de lengte van de scaena, de podiummuur, was 95 meter. De façade van de halfronde cavea bestond uit drie verdiepingen met open arcaden voorzien van zuilen in de Dorische, Ionische en Korinthische orde. Sporen van 24 van de arcaden op de begane grond zijn teruggevonden. Voor deze arcaden stonden zuilen van rood graniet. Het theater was zeer luxueus ingericht. Beelden en exclusieve schilderen versierden het gebouwd. Rondom of in het theater zelf stonden 14 beelden opgesteld die de 14 landen voorstelden die Pompeius tijdens zijn zegetocht had onderworpen.
In 21 n. Chr. brandde het theater af, waarna Tiberius het liet herstellen. Claudius liet later een inscriptie op de cavea plaatsen die hier aan herinnerde. Het theater werd nog enkele malen door brand getroffen, maar werd steeds weer gerestaureerd, de laatste keer rond 510 tijdens het bewind van de Ostrogoot Theodorik de Grote.

## De porticus en curia
Achter het theater werd een grote porticus gebouwd: een geheel van zuilengalerijen rondom een rechthoekige binnentuin. Deze porticus kreeg de benaming hecatonstylon, afgeleid van de Griekse woorden ἑκατον (honderd) en στυλος (zuil). Hier kon het theaterpubliek tijdens de pauzes in de voorstellingen of als het plotseling ging regenen verblijven. De porticus was rijkelijk versierd met schilderingen en standbeelden van artiesten en acteurs. Aan de oostelijke zijde tegenover het theater stond een gebouw dat werd gebruikt voor vergaderingen van de senaat, de Curia Pompei. Hier werd de vergadering van 15 maart in 44 v.Chr. gehouden waarbij Julius Caesar werd vermoord in de aangrenzende porticus aan de voeten van een standbeeld van zijn grote rivaal Pompeius zelf. Dit beeld werd later door Caesar's opvolger Augustus naar het theater verplaatst.

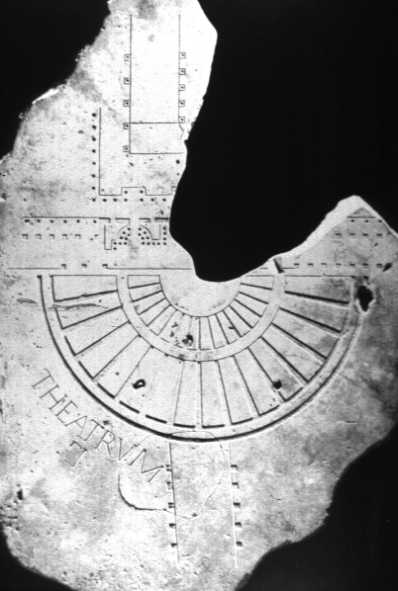
Reconstructie van een fragment van de Forma Urbis met daarop de cavea van het theater

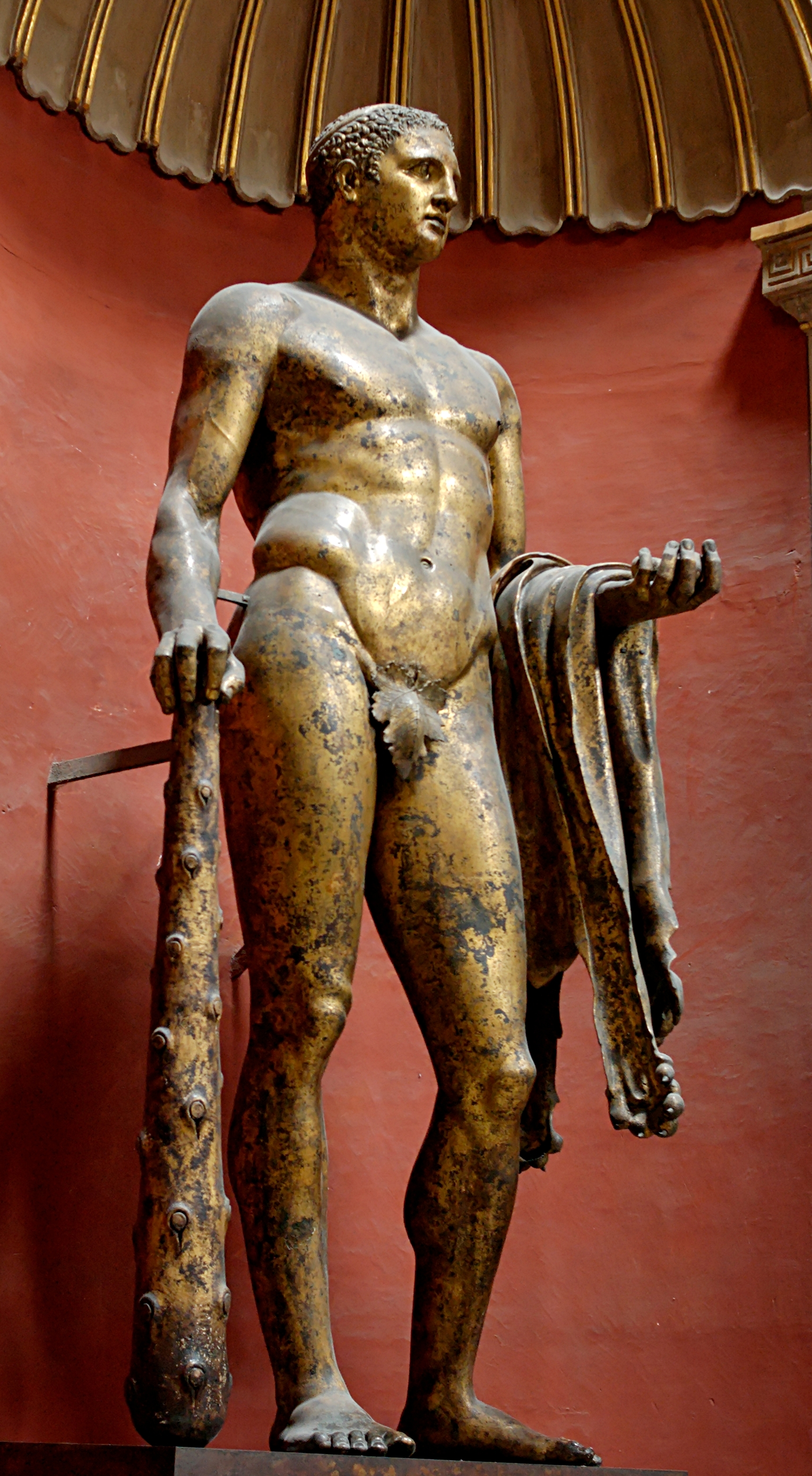
De Hercules van het Theater van Pompeius

## Verval
Na de val van het West-Romeinse Rijk en de oorlog tussen de Byzantijnen en de Goten in de zesde eeuw werden de meeste Romeinse monumenten niet meer onderhouden. Theatervoorstellingen werden nauwelijks meer gegeven en omdat de bevolking drastisch afnam, bestond er geen behoefte meer aan een groot theater. Het marmeren afdekmateriaal werd gebruikt als bouwmateriaal om andere gebouwen te onderhouden. Het theater van Pompeius lag bovendien vlak bij de Tiber die regelmatig overstroomde en zo de constructie aantastte. Desondanks bleef de betonnen kern van het gebouw staan; in de 9e eeuw wordt het in een Duitse beschrijving van de oude monumenten van Rome nog wel als theater vermeld. Toen in de elfde eeuw de bevolking weer begon te groeien, werden rond 1100 de ruïnes omgebouwd tot twee kerken en woonhuizen. De Santa Maria in Grotta Pinta werd in een ruimte onder de cavea, de halfronde tribune, gebouwd. Het grondplan van het oude theater bleef echter nog steeds herkenbaar. Omstreeks 1150 kocht de machtige Orsini familie alle gebouwen op de plaats van het theater op en bouwde deze om tot een groot fort van waaruit ze de weg naar Napels beheersten. Later in de middeleeuwen werd hier het plein Campo de' Fiori gebouwd en de resterende delen van het theater verdwenen tot op straatniveau. De oorspronkelijke vorm van het Theater van Pompeius is tegenwoordig nog steeds te herkennen in het stratenplan van Rome. De binnenlijn van de cavea volgt de Via di Grotta Pinta en de ronde vorm van het Palazza Pio, de buitenlijn is nog te herkennen in de Via dei Giubbonari, de Via Della Biscione, en het Piazza Pollarola.

## Restanten
De locatie van het Theater van Pompeius is bekend omdat het afgebeeld stond op een fragment van de Forma Urbis Romae, de marmeren stadskaart van Rome uit het begin van de derde eeuw.
Van het theater zijn bovengronds nog maar nauwelijks delen te zien. Een klein deel van de oostelijke porticus is opgegraven aan het Largo di Torre Argentina. In de kelders van enkele gebouwen aan de Via di Grotta Pinta zijn nog een aantal oorspronkelijke gewelven en muren te zien, andere resten zitten onder de grond.
In 1864 is bij opgravingen naast het theater een groot bronzen Herculesbeeld gevonden dat vermoedelijke in de porticus of in de podiummuur stond. Het beeld was begraven met beschermende stukken en was voorzien van de inscriptie "FCS" (fulgor conditum summanium) wat er op duidt dat het beeld was getroffen door de bliksem en daarna voorzichtig op de plaats waar het terecht was gekomen werd begraven. Het Herculesbeeld staat tegenwoordig in de Vaticaanse musea.
Virginia Raggi, destijds burgemeester van Rome, heeft in april 2021 aangekondigd dat er werkzaamheden zullen plaatsvinden aan het Largo di Torre Argentina. Er zal een tentoonstelling worden gebouwd en er zullen loopbruggen over en langs de opgravingen worden gemaakt. Er komt ook een lift waarmee bezoekers, die slecht ter been zijn, de opgraving van dichtbij kunnen bekijken. De loopbruggen zullen van LED-verlichting worden voorzien zodat de tentoonstelling en de opgraving ook in de avond kan worden bezichtigd. 
Anno 2024 kan de opgraving en de tentoonstelling ook daadwerkelijk worden bezocht. https://sovraintendenzaroma.it/i_luoghi/roma_antica/aree_archeologiche/area_sacra_di_largo_argentina

## Friezen in het theater
De Romeinse historicus Tacitus beschrijft het verhaal van de oudst bekende Nederlandse toeristen in Rome. Malorix en Verritus waren aanvoerders van de Friezen en kwamen naar Rome om een conflict over een stuk grond dat zij bezetten aan de Romeinse kant van de Rijn aan keizer Nero voor te leggen. Terwijl ze moesten wachten op een audiëntie bij de keizer bezochten ze de grote monumenten van de stad. Zo kwamen Malorix en Verritus ook in het Theater van Pompeius. De opgevoerde spelen vonden ze uit onbegrip niet interessant en dus liepen ze er maar rond om een indruk te krijgen van de Romeinse toeschouwers. Bij het publiek informeerden ze naar rangen waar de belangrijke personen mochten zitten en toen ze opmerkten dat op de plaatsen voor senatoren ook personen zaten die uitheemse kleding droegen, vroegen ze wat dit dan voor mensen waren. Er werd hun uitgelegd dat dit een eer was die aan gezanten van volken werd bewezen, die zich hadden onderscheiden in moed en vriendschap met de Romeinen. Hierop riepen ze dat geen enkel volk moediger en trouwer was dan zijzelf, liepen naar beneden en namen ook plaats tussen de senatoren. De Romeinen konden dit staaltje moedigheid wel waarderen en Nero schonk hun het Romeinse burgerrecht. De missie zelf was wel mislukt, want de keizer weigerde hun claim op het stuk land. Toen de Friezen er niet van wilden vertrekken, stuurde hij zijn leger erop af en werden ze verdreven.

## Antieke bronnen
1. ↑  Cass. Dio, LXVI.24.2
2. ↑  Hier. a. Abr. 2037
3. ↑  Theater van Pompeius in 2022 open voor publiek
4. ↑  Tacitus, ann 13.54